# Mariama T. Jallow
Mariama T. Jallow (geb. am 18. Juli 1994 in Essau) ist eine gambische Leichtathletin.

## Leben
Jallow besuchte die Gambia Senior Secondary School, die sie 2009 abschloss.
Zwischen 2008 und 2011 gewann sie viermal in Folge den Brufut Run über 10 km, 2012 bis 2015 dreimal in Folge in der Halbmarathon-Distanz.
Im Februar 2016 lief sie ihren ersten Marathon. Im Anschluss wurde sie mit finanzieller Unterstützung des niederländischen Vereins Kinderhulp Gambia im kenianischen Ort Iten trainiert, von wo zahlreiche kenianische Langstreckenläufer stammen bzw. wo sie ausgebildet wurden.
Am 18. September 2016 wurde sie beim Kassel-Marathon Vierte und stellte einen neuen gambischen Rekord auf.
Jallow arbeitet als Polizistin bei der Gambia Police Force.

## Nationale Rekorde
| Disziplin      | Leistung | Datum              | Event                   | Ort                        | Anmerkung |
| -------------- | -------- | ------------------ | ----------------------- | -------------------------- | --------- |
| 10 km (Straße) | 37:25    | 26. Mai 2013       | Great Manchester Run    | Manchester, Großbritannien | [ 3 ]     |
| Halbmarathon   | 1:22:08  | 12. Mai 2013       | Sheffield Half Marathon | Sheffield, Großbritannien  | [ 4 ]     |
| Marathon       | 2:45:00  | 18. September 2016 | Kassel-Marathon         | Kassel, Deutschland        | [ 5 ]     |

## Wettkampfteilnahmen
- 2. Juli 2008: Njawara Marathon (Njawara, Gambia): 5 km, 2. Platz.[6]
- 4. Juli 2009: Ndungu Kebbeh Short-Distance Road Race (Ndungu Kebbeh, Gambia): 5 km, 1. Platz.[7]
- 15. April 2012 Dakar Half Marathon (Senegal): 21 km, 1:32:10, 1. Platz.[8]
- Dezember 2012: Gore Marathon (Saint-Louis, Senegal): 10 km, 36:56.[9]
- Januar 2013: Brikama Athletics Association (BAA) Marathon (Brikama, Gambia), 8 km, 1. Platz.[10]
- 30. März 2013: Bajana Marathon (Bajana, Gambia) (5 km, 1. Platz).[11]
- 12. Mai 2013: Sheffield Half Marathon (Sheffield, Großbritannien): 21 km, 1:22:08, 4. Platz.
- 19. April 2014: Bajana Marathon (Bajana, Gambia): 10 km, 1. Platz.[12]
- 15. Oktober 2014: July 22nd Marathon (Gambia): 15 km, 1. Platz.[13]
- 1. November 2014: Farafenni Marathon (Farafenni, Gambia): 5 km, 1. Platz.[14]
- 8. August 2015: Mbour's sub regional competition (M’bour, Senegal): 1500 m, 1. Platz.[15]
- 14. Februar 2016: Dakar Marathon (Senegal): 42 km, 2:57:41, 3. Platz.
- 19. März 2016: Gunjur Kulukochi Anti-Malaria Marathon: 10 km, 2. Platz.[16]
- 18. September 2016: Kassel-Marathon: 42 km, 2:44:59, 4. Platz.
- 26. März 2017: Crosslauf-Weltmeisterschaften 2017 (Kampala, Uganda): 10 km, 42:21, 90. Platz.
- 15. Oktober 2017: Sofia Marathon (Sofia, Bulgarien): 42 km, 2:46:59, 6. Platz.